# Colt Hynes
Pour les articles homonymes, voir Hynes.
Joshua « Colt » Hynes (né le 28 juin 1985 à Oklahoma City, Oklahoma, États-Unis) est un lanceur de relève gaucher des Ligues majeures de baseball jouant avec les Blue Jays de Toronto.

## Carrière
Joueur des Red Raiders de l'Université Texas Tech, Colt Hynes est drafté par les Padres de San Diego au 31e tour de sélection en 2007. Il évolue 7 ans dans les ligues mineures avant d'atteindre le niveau majeur à l'âge de 28 ans. Hynes dispute son premier match avec San Diego le 14 juillet 2013 face aux Giants de San Francisco. Il lance 17 manches en 22 sorties en relève pour San Diego en 2013, accordant 17 points mérités sur 25 coup sûrs et 9 buts-sur-balles.
Les Indians de Cleveland achètent le contrat de Hynes des Padres le 31 octobre 2013. Le 6 avril 2014, Cleveland l'échange aux Dodgers de Los Angeles contre le lanceur droitier Duke von Schamann. Il ne joue pas pour les Dodgers et est réclamé au ballottage par les Blue Jays de Toronto le 13 août suivant.